# 공도 (잡지)
《공도》(公道)는 1914년 10월 16일에 창간된 종합잡지이다. 교육·종교·사회개혁 분야의 글을 실었다. 사장은 신흥우(申興雨)였으며, 강매(姜邁)가 발행인과 편집자를 겸하였다.
1915년 3월 10일의 제2권 제3호를 마지막으로 발간이 중단되었다.